# Toshihiro Aoyama
Toshihiro Aoyama (Kurashiki, 22 de fevereiro de 1986) é um ex-futebolista japonês que atuava como volante. Jogou por apenas um clube na carreira, o Sanfrecce Hiroshima, alcançando a marca de quase 600 jogos pelo clube.

## Carreira
Aoyama começou a carreira no Sanfrecce Hiroshima, em 2004.

## Títulos
Sanfrecce Hiroshima
- J. League Division 1: 2012
- J. League Division 2: 2008
- Supercopa Japonesa: 2008, 2013, 2016